# Tortula chrysoblasta
Tortula chrysoblasta là một loài Rêu trong họ Pottiaceae. Loài này được (Müll. Hal.) Broth. ex Paris miêu tả khoa học đầu tiên năm 1906.